# Зонирование
Зони́рование  — разделение пространства на участки с различным целевым назначением и режимом использования.
Различают горизонтальное, вертикальное и объёмное зонирование, то есть разделение на участки в горизонтальной, вертикальной плоскостях или по объёму соответственно.
Основным методом зонирования является функциональное зонирование — метод рациональной организации и использования пространства: площади помещений, земельных территорий населённых пунктов и т. д., заключающийся в определении состава функциональных зон (зон предназначаемых для особых видов деятельности человека, процессов или процедур), их границ, режимов использования и в выделении под них отдельных зон (участков). Одним из видов функционального зонирования является ограничительное зонирование — выделение участков (например земельных территориях или акваториях), на которых вводится ограничение хозяйственной деятельности.

## Зонирование в различных областях деятельности
Зонирование, как способ планирования и организации окружающего пространства применяется в различных областях человеческой деятельности:
- в землеустройстве — разделение земель на участки с различными целевым назначением и правовым режимом использования. Землеустроительное зонирование осуществляется в соответствии с планами развития территорий.
- в архитектуре — разбивка территорий в целях определения территориальных зон и установления градостроительных регламентов.
  - в организации устройства интерьера — разграничение пространства помещений на функциональные зоны: сна, приготовления и приёма пищи, гигиены, отдыха, детских игр, умственного труда и т. д.; и их подзоны: хранения вещей, ухода за вещами (сервисных зон) и пр.
- в научной организации труда — деление внутреннего пространства производственного помещения (операторского пункта, пункта управления) на зоны в соответствии с их назначением[3]
  - в торговле — зонирование пространства торгового зала и вертикального зонирования выкладки товара с целью оптимизации торговой деятельности.
- в экологии — выделение территорий, обладающих комплексом животных и растительности с определёнными характерными признаками; применение к ним ограничительного зонирования и т. п.

## Функциональное зонирование
Функциональная зона — это пространство (территория) в определенных границах, с однородным функциональным назначением и соответствующими ему режимами использования. Под функциональным назначением понимается преимущественный вид деятельности, для которого предназначено данное пространство (территория). Например: промышленная зона, зона обслуживания покупателей, зона приготовления пищи,  зона отдыха.
Функциональное зонирование — метод зонирования, с помощью которого определяется состав функциональных зон, их границы, режимы использования. Границы функциональных зон устанавливаются на основе свойств и характеристик пространства, выявленных в процессе анализа.
Задачами функционального зонирования являются:
- определение типологии и количества функциональных зон, которые необходимо расположить в данном пространстве с учётом экономических ограничений и предпосылок развития;
- привязка функциональных зон и (или) их типов к конкретным элементам пространства и формирование его предварительного функционального зонирования;
- оптимизация режима использования пространства в пределах разнотипных функциональных зон.

Целью функционального зонирования является эффективное использование пространства.